# Juan Gaetano
Juan Gaetano (fl. XVI secolo) è stato un esploratore e navigatore spagnolo che, secondo alcuni studiosi, sarebbe stato il primo europeo a scoprire le Hawaii nel 1555, due secoli prima del capitano James Cook.

## Biografia
Molti studiosi hanno smentito questa teoria definendola non credibile, anche se restano aperti interrogativi sul fatto che esploratori come Gaetano siano casualmente giunti nelle Hawaii prima di Cook, nel corso di una missione guidata da Ruy López de Villalobos. Villalobos ed una flotta di sei navi lasciarono Acapulco nel 1542, con Gaetano imbarcato nel ruolo di pilota. I racconti di Gaetano sembrano descrivere le Hawaii o le isole Marshall, a seconda dell'interpretazione.
In seguito, Andrés de Urdaneta stabilì una rotta nel 1565, permettendo ai galeoni di Manila di salpare regolarmente tra Messico e Filippine. Queste rotte furono tenute segrete per proteggere le navi spagnole dai pirati inglesi ed olandesi. A causa di questa segretezza, anche un'eventuale scoperta delle Hawaii sarebbe rimasta sconosciuta. Inoltre, dagli scritti di Gaetano, le isole Hawaii non presentavano tracce di oro o argento, per cui gli spagnoli ne ignorarono l'esistenza.
Secondo queste teorie, gli archivi spagnoli conterrebbero una carta raffigurante alcune isole alla latitudine delle Hawaii, ma ad una longitudine spostata di 10 gradi ad est. Nel manoscritto, l'isola di Maui viene chiamata "La Desgradiada" (la sfortunata), e quella che sembra essere l'isola di Hawaii appare come "La Mesa" (la tavola). Le isole di Kahoolawe, Lanai e Molokai sono citate come "Los Monjes" (i monaci). Prosegue il dibattito sul fatto che gli spagnoli avrebbero visitato le Hawaii nel XVI secolo con ricercatori come Richard W. Rogers che sono in cerca di prove di relitti spagnoli nella regione.